# St. Bartholomäus (Seppenhofen)

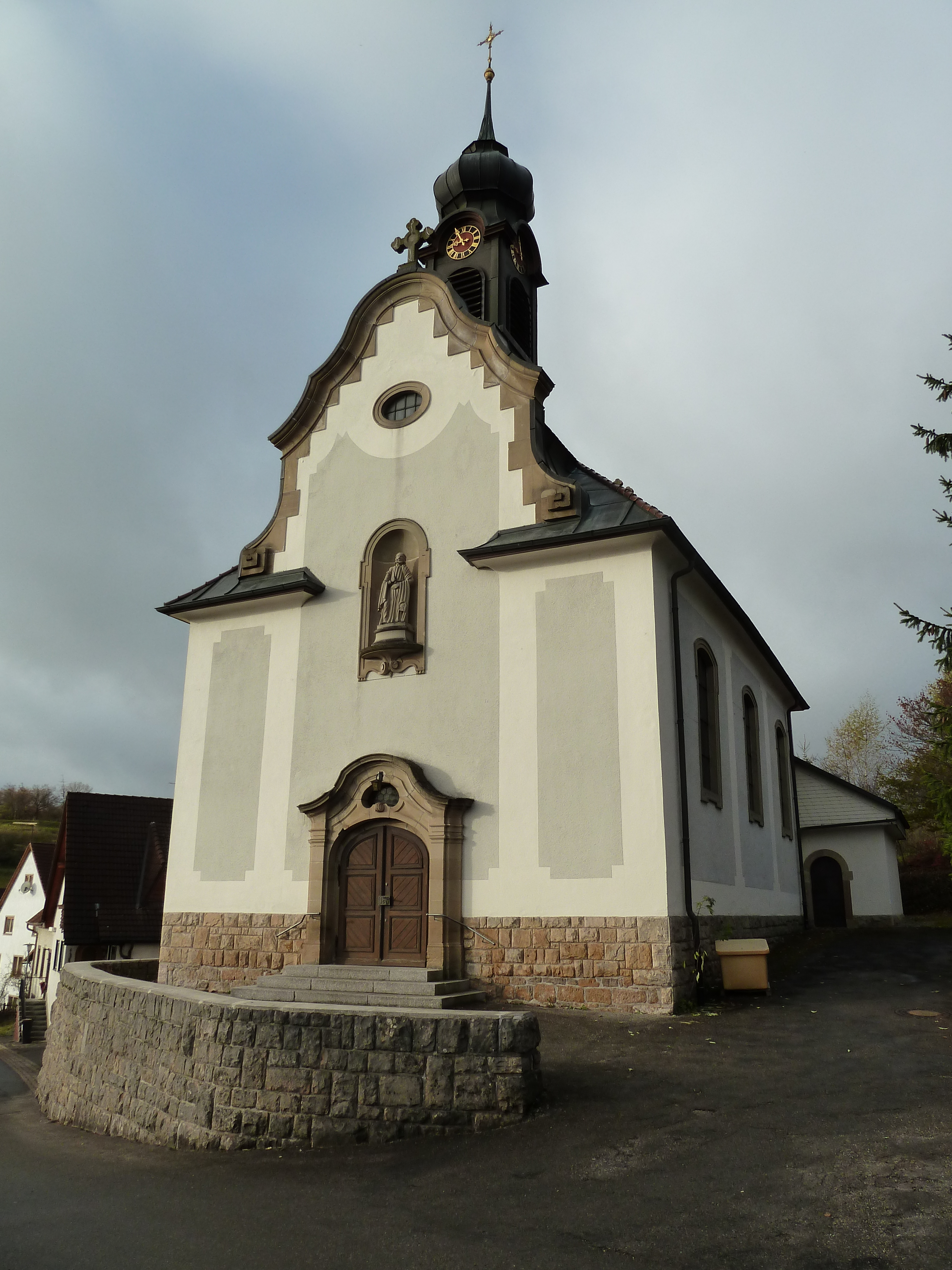
St. Bartholomäus in Seppenhofen

Die römisch-katholische Filialkirche St. Bartholomäus steht in Seppenhofen, einem Gemeindeteil der Stadt Löffingen im Landkreis Breisgau-Hochschwarzwald in Baden-Württemberg. Die Kirchengemeinde gehört zum Dekanat Neustadt im Erzbistum Freiburg. Das Bauwerk ist beim Landesamt für Denkmalpflege Baden-Württemberg als Baudenkmal eingetragen.

## Beschreibung
Die neubarocke Saalkirche wurde 1905/07 nach einem Entwurf von Raimund Jeblinger erbaut. Sie besteht aus einem Langhaus und einem eingezogenen, dreiseitig geschlossenen Chor im Westen und der Sakristei, die sich in der nordwestlichen Ecke von Langhaus und Chor befindet. Aus dem Satteldach des Langhauses erhebt sich ein quadratischer Dachreiter, der den Glockenstuhl mit drei Kirchenglocken und die Turmuhr mit den Zifferblättern auf allen vier Seiten oberhalb der Klangarkaden beherbergt, und der mit einer Zwiebelhaube bedeckt ist. Die Fassade im Osten, in der sich das Portal befindet, über dem in einer Nische die Statue des heiligen Bartholomäus steht, ist mit einem Schweifgiebel bedeckt. Die Kirchenausstattung wurde 1912 vollendet.
Glocken
Im Dachreiter hängen drei Kirchenglocken, die 1950 von der Glockengießerei Grüninger in Straß b. Ulm gegossen wurden.
| Glocke | Durchmesser | Gewicht | Schlagton |
| ------ | ----------- | ------- | --------- |
| 1      | 810 mm      | 300 kg  | b′-3      |
| 2      | 710 mm      | 220 kg  | c″-3      |
| 3      | 610 mm      | 130 kg  | es″-3     |